# Best Market

Das Best-Market-Logo

Best Market war eine familiengeführte US-amerikanische Supermarktkette, die seit 2018 zu Lidl und somit zur Schwarz-Gruppe gehört. Die Filialen befanden sich in den Staaten New York, Connecticut und New Jersey. Der Firmenhauptsitz war in Bethpage, New York. Best Market gehörte von 1994 bis 2018 der Familie Raitses.

## Geschichte
Zwischen den Jahren 2013 und 2016 expandierte Best Market flächenmäßig besonders auf Long Island. Dabei wurde mit dem Staat von New York vereinbart, dass man durch die Schaffung von 125 neuen Arbeitsplätzen eine Steuerersparnis in Höhe von 1 Million Dollar bekommt. Stets hat sich Best Market auf frische Lebensmittel, Fleisch, Fisch und Backwaren konzentriert.
Im Jahr 2018 wurde dann Best Market von Lidl, das seinerzeit stark in den USA expandierte, gekauft. Alle Filialen bis auf die in Newington wurden von der deutschen Discounterkette übernommen. Von 2018 bis Ende 2020 wurden nach und nach die Best-Market-Märkte zu Lidl-Märkten umgebaut, wobei Lidl bis Ende 2020 noch einen Teil der Märkte, die noch nicht zu Lidl-Filialen geworden waren, unter dem Originalnamen Best Market betrieb. Im Dezember 2020 schloss die letzte Best-Market-Filiale im New Yorker Stadtteil Harlem und wurde ebenfalls zu einer Lidl-Filiale.